# متیسون (کلرادو)
متیسون (به انگلیسی: Matheson) یک منطقهٔ مسکونی در ایالات متحده آمریکا است که در شهرستان البرت، کلرادو واقع شده‌است. متیسون ۹۴ نفر جمعیت دارد و ۱٬۷۶۸ متر بالاتر از سطح دریا واقع شده‌است.